# Centrale nucleare del Tricastin
La centrale nucleare del Tricastin è una centrale nucleare francese situata nel più ampio sito nucleare del Tricastin. Tutto il complesso è posizionato a cavallo dei quattro comuni di Saint-Paul-Trois-Châteaux, Pierrelatte, Bollène e Lapalud nella regione del Rodano-Alpi. Il nome della centrale e del complesso è dato dalla vecchia regione storica del Tricastin.
Il sito nucleare del Tricastin è composto dalla centrale nucleare, dal CEA di Pierrelatte (che è anche un centro di ricerca per l'armamento nucleare francese), dal Comurhex (un'industria per la trasformazione dell'esafluoruro di uranio) e da Eurodif (un centro per l'arricchimento dell'uranio).
La centrale è costituita da 4 reattori PWR da 915 MW ognuno che funzionano praticamente in esclusiva per il sito nucleare. Per diminuire le dispersioni, è stato infatti creato un elettrodotto apposito da soli 225 kV per il trasporto dell'elettricità dai reattori a tale complesso industriale.